# Trois c'est une famille
Pour plus de détails, voir Fiche technique et Distribution.
Trois c'est une famille (Three Is a Family) est un film américain en noir et blanc réalisé par Edward Ludwig, sorti en 1944.

## Fiche technique
- Titre : Trois c'est une famille
- Titre original : Three Is a Family
- Réalisation : Edward Ludwig
- Scénario : Harry Chandlee et Marjorie L. Pfaelzer d'après la pièce de Henry Ephron et Phoebe Ephron
- Photographie : Charles Lawton Jr.
- Montage : Robert O. Crandall
- Musique : Werner R. Heymann
- Production : Sol Lesser
- Société de distribution :	United Artists
- Pays de production : États-Unis
- Format : noir et blanc - 1,37:1 - son : Mono
- Genre : Comédie
- Durée : 81 minutes
- Dates de sortie :	
  - États-Unis : 23 novembre 1944
  - France : 9 août 1946

## Distribution
- Marjorie Reynolds : Kitty Mitchell
- Charles Ruggles : Sam Whitaker
- Fay Bainter : Frances Whittaker
- Helen Broderick : Irma
- Arthur Lake : Archie Whittaker
- Hattie McDaniel : Employée de maison
- Jeff Donnell : Hazel Whittaker
- Walter Catlett : Barney Meeker
- Clarence Kolb : Mr. Steele
- Elsa Janssen : Adelaide
- Warren Hymer : Coolie
- Christian Rub : Bellboy
- Cheryl Walker : Marian Franklin
- Margaret Early : la fille de Steel
- Clyde Fillmore : M. Spencer
- Dudley Dickerson : un assistant